# Елевтерио-Корделио
Елевтерио-Корделио (на гръцки: Ελευθέριο-Κορδελιό, Елевтерио-Корделио, до 1952 година Χαρμάνκιοϊ, Харманкьой, до 1984 година Ελευθέριο, Елевтерио) е предградие на град Солун, Егейска Македония, Гърция, част от дем Корделио-Харманкьой с 21 630 жители (2001).

## География
Елевтерио-Корделио е разположен в североизточната част на Солун.

## История
В 1924 година в района на юг от Харманкьой са заселени гърци бежанци. Новото селище е наречено Нео или Като Харманкьой (Ново или Долно Харманкьой), а по-късно в 1952 година е прекръстено на Елевтерио. Същеременно на запад бежанци от турския град Корделио основават селището Нео Корделио. Според преброяването от 1928 година Нео Корделио е бежанско село със 114 бежански семейства и 465 души. В 1927 – 1928 година в района са заселени и гърци бежанци от българския град Василико. През 60-те години в района се установяват и каракачани, а през 80-те гърци, преселници от Съветския съюз.
В 1984 година Нео Корделио е присъединено към Елевтерио и новият дем е кръстен Елевтерио-Корделио. От 1 януари 2011 година дем Елевтерио-Корделио е обединен с дем Харманкьой (Евосмос) в дем Корделио-Харманкьой по закона Каликратис.